# Chris Drury
Chris Drury (* 20. srpna 1976, Trumbull, Connecticut, USA) je generální manažer týmu New York Rangers a bývalý americký hokejový útočník.

## Profil
Chris Drury je hokejista, který je vítězný typ hráče. Velká část jeho gólů byla právě vítězných. Drury v mládí vynikal nejen v ledním hokeji, ale také v baseballu. Nakonec ale dal přednost lednímu hokeji. Chris v mládí studoval se svým bratrem Tedem na Fairfield College Preparatory School a s hokejovým týmem Fairfieldu vyhrál státní šampionát.
Chris poté odešel na Bostonskou univerzitu, kde se stal hvězdou. S týmem vyhrál národní šampionát NCAA a v roce 1998 získal Hobey Baker Award pro nejlepšího hráče soutěže.
V roce 1994 ho do NHL draftoval tým Quebec Nordiques, který se ale před sezonou 1995/96 stěhoval do Denveru a přejmenoval se na Colorado Avalanche. Za Colorado Avalanche hrál poprvé v sezoně 1998/99 a hned ve svém prvním ročníku v NHL ukázal, co v něm je a vyhrál cenu pro nejlepšího nováčka soutěže Calder Trophy a byl jmenován do 1. All-Rookie Týmu. Je jediným hokejistou, který dokázal vyhrát Calder Trophy i Hobey Baker Award. V sezoně 2000/01 získal s Coloradem Avalanche Stanley Cup.
V roce 2002 reprezentoval USA na ZOH 2002 v Salt Lake City a vybojoval s týmem stříbrnou medaili.
1. října 2002 byl Chris vyměněn společně se Stephanem Yellem do Calgary Flames za Dereka Morrise, Jeffa Shantze a Deana McAmmonda. V Calgary hrál pouze jednu sezónu. 3. července 2003 byl vyměněn se Stevem Béginem do Buffala Sabres za Stevea Reinprechta a Rhetta Warrenera. S Buffalem Sabres se dostali v sezónách 2005/06 a 2006/07 až do finále Východní konference. V Buffalu Sabres mu po sezóně 2006–07 uplynula smlouva a stal se tzv. volným agentem.
V roce 2004 reprezentoval USA na Světovém poháru, kde byl tým USA vyřazený v semifinále.
V roce 2006 reprezentoval USA na ZOH 2006 v Turíně, kde byl tým USA vyřazený ve čtvrtfinále.
1. července 2007 podepsal jako volný agent smlouvu s týmem New York Rangers, kde si od něho slibovali vytvoření dua s Jaromírem Jágrem, toto spojení ale moc nefungovalo. V klubu New York Rangers hrál až do konce své kariéry.

## Úspěchy a trofeje

### Individuální trofeje
- 1996 a 1997 jmenován do East Hockey 2.All-star týmu
- 1996 jmenován do NCAA East 2.All-american týmu
- 1997 a 1998 jmenován do NCAA East 1.All-american týmu
- 1997 a 1998 Hráč roku ligy Hockey East
- 1997 jmenován do NCAA Championship All-tournament týmu
- 1998 jmenován do Hockey East 1. All-star týmu
- 1998 Hobey Baker Memorial Award (Tofej pro nejlepšího hráče v americkém univerzitním hokeji)
- 1999 Calder Memorial Trophy
- 1999 jmenován do 1. NHL All-rookie týmu

### Klubové trofeje
- 2001 Stanley Cup s Coloradem Avalanche
- 2001 Clarence S. Campbell Bowl s Coloradem Avalanche
- 2001 Presidents' Trophy s Coloradem Avalanche
- 2002 Stříbrná medaile s USA na Zimních Olympijských Hrách
- 2004 Bronzová medaile s USA na Mistrovství Světa
- 2010 Stříbrná medaile s USA na Zimních Olympijských Hrách

## Smlouva a plat
Smlouva do roku 2012 s New York Rangers, poté volný agent.
- 2008–09 * 7100000 $
- 2009–10 * 8050000 $
- 2010–11 * 8000000 $
- 2011–12 * 5000000 $

## Klubové statistiky
| Sezona          | Klub                       | Soutěž          | Základní část | Základní část | Základní část | Základní část | Základní část | Play off | Play off | Play off | Play off | Play off |
| Sezona          | Klub                       | Soutěž          | Z             | G             | A             | B             | TM            | Z        | G        | A        | B        | TM       |
| --------------- | -------------------------- | --------------- | ------------- | ------------- | ------------- | ------------- | ------------- | -------- | -------- | -------- | -------- | -------- |
| 1991/92         | Fairfield Prep Jesuits     | High-CT         | 25            | 22            | 27            | 49            | -             | -        | -        | -        | -        | -        |
| 1992/93         | Fairfield Prep Jesuits     | High-CT         | 24            | 25            | 32            | 57            | 15            | -        | -        | -        | -        | -        |
| 1993/94         | Fairfield Prep Jesuits     | High-CT         | 24            | 37            | 18            | 55            | -             | -        | -        | -        | -        | -        |
| 1994/95         | Boston University Terriers | H-East          | 39            | 12            | 15            | 27            | 38            | -        | -        | -        | -        | -        |
| 1995/96         | Boston University Terriers | H-East          | 37            | 35            | 33            | 68            | 46            | -        | -        | -        | -        | -        |
| 1996/97         | Boston University Terriers | H-East          | 41            | 38            | 24            | 62            | 64            | -        | -        | -        | -        | -        |
| 1997/98         | Boston University Terriers | H-East          | 38            | 28            | 29            | 57            | 88            | -        | -        | -        | -        | -        |
| 1998/99         | Colorado Avalanche         | NHL             | 79            | 20            | 24            | 44            | 62            | 19       | 6        | 2        | 8        | 4        |
| 1999-00         | Colorado Avalanche         | NHL             | 82            | 20            | 47            | 67            | 42            | 17       | 4        | 10       | 14       | 4        |
| 2000/01         | Colorado Avalanche         | NHL             | 71            | 24            | 41            | 65            | 47            | 23       | 11       | 5        | 16       | 4        |
| 2001/02         | Colorado Avalanche         | NHL             | 82            | 21            | 25            | 46            | 38            | 21       | 5        | 7        | 12       | 10       |
| 2002/03         | Calgary Flames             | NHL             | 80            | 23            | 30            | 53            | 33            | -        | -        | -        | -        | -        |
| 2003/04         | Buffalo Sabres             | NHL             | 76            | 18            | 35            | 53            | 68            | -        | -        | -        | -        | -        |
| 2005/06         | Buffalo Sabres             | NHL             | 81            | 30            | 37            | 67            | 32            | 18       | 9        | 9        | 18       | 10       |
| 2006/07         | Buffalo Sabres             | NHL             | 77            | 37            | 32            | 69            | 30            | 16       | 8        | 5        | 13       | 2        |
| 2007/08         | New York Rangers           | NHL             | 82            | 25            | 33            | 58            | 45            | 10       | 3        | 3        | 6        | 8        |
| 2008/09         | New York Rangers           | NHL             | 81            | 22            | 34            | 56            | 32            | 6        | 1        | 0        | 1        | 2        |
| 2009/10         | New York Rangers           | NHL             | 77            | 14            | 18            | 32            | 31            | -        | -        | -        | -        | -        |
| 2010/11         | New York Rangers           | NHL             | 24            | 1             | 4             | 5             | 8             | 5        | 0        | 1        | 1        | 2        |
| High-CT Celkově | High-CT Celkově            | High-CT Celkově | 73            | 84            | 77            | 161           | 15            | -        | -        | -        | -        | -        |
| H-East Celkově  | H-East Celkově             | H-East Celkově  | 155           | 113           | 101           | 214           | 236           | -        | -        | -        | -        | -        |
| NHL Celkově     | NHL Celkově                | NHL Celkově     | 892           | 255           | 360           | 615           | 468           | 135      | 47       | 42       | 89       | 46       |

### Reprezentační statistiky
| 1996                           | MSJ                            | 6  | 2 | 2 | 4  | 2  |
| 1997                           | MS                             | 8  | 0 | 1 | 1  | 2  |
| 1998                           | MS                             | 6  | 1 | 2 | 3  | 12 |
| 2002                           | ZOH                            | 6  | 0 | 0 | 0  | 0  |
| 2004                           | MS                             | 9  | 3 | 3 | 6  | 27 |
| 2004                           | SP                             | 5  | 0 | 0 | 0  | 0  |
| 2006                           | ZOH                            | 6  | 0 | 3 | 3  | 2  |
| 2010                           | ZOH                            | 6  | 2 | 0 | 2  | 0  |
| Celkově Juniorská Reprezentace | Celkově Juniorská Reprezentace | 6  | 2 | 2 | 4  | 2  |
| Celkově Seniorská Reprezentace | Celkově Seniorská Reprezentace | 46 | 6 | 9 | 15 | 43 |